# Fontein SF
Fontein SF was een serie sciencefictionboeken van de uitgeverij De Fontein te Baarn.
Vanaf de jaren zestig werd het sciencefictiongenre populair in Nederland en België en er waren dan ook een aantal uitgeverijen die, in een relatief korte tijd, de belangrijkste Engelstalige werken vertaalden en uitgaven. Er werden SF-series uitgegeven door onder andere Uitgeverij Luitingh, Elsevier, Bruna met Bruna SF, Born met Born SF, Scala met Scala SF, Het Spectrum met Prisma SF, Meulenhoff met M=SF en uitgeverij Elmar met Elmar SF.
De Fontein SF-reeks begon in 1971 met de reeks Ruimteverkenner Mark Stevens van de Nederlandse schrijver Felix Thijssen en liep tot 1995, hoewel na 1980 alleen nog de komische sciencefictionboekenseries Het Transgalactisch liftershandboek en Dirk Gently's holistisch detectivebureau van Douglas Adams en twee boeken van Felix Thijssen werden uitgebracht. Andere bekende schrijvers in de serie waren Brian Aldiss, Arthur C. Clarke en John Wyndham. Naast deze Britse schrijvers werd ook werk uitgebracht van Nederlandse, Duitse en Amerikaanse sciencefictionschrijvers.

## De in de Fontein SF-reeks verschenen boeken
| Schrijver         | Titel                                      | Originele titel                           | Jaar | Bijzonderheden           |
| ----------------- | ------------------------------------------ | ----------------------------------------- | ---- | ------------------------ |
| 1971              |                                            |                                           |      |                          |
| Felix Thijssen    | De dreigende zon                           |                                           | 1971 |                          |
| Felix Thijssen    | Schaduwen op Ariës                         |                                           | 1971 |                          |
| 1972              |                                            |                                           |      |                          |
| Felix Thijssen    | De vikingen van Tau Ceti                   |                                           | 1972 |                          |
| Felix Thijssen    | Het brein in de Krabnevel                  |                                           | 1972 |                          |
| 1973              |                                            |                                           |      |                          |
| Felix Thijssen    | De dag van Aldebaran                       |                                           | 1973 |                          |
| Felix Thijssen    | De nacht van Abaddon                       |                                           | 1973 |                          |
| 1974              |                                            |                                           |      |                          |
| Arthur C. Clarke  | Aardlicht                                  | Earthlight                                | 1955 |                          |
| Arthur C. Clarke  | Rendez-vous met Rama                       | Rendezvous with Rama                      | 1973 |                          |
| Arthur C. Clarke  | Maanstof                                   | A Fall of Moondust                        | 1961 |                          |
| Felix Thijssen    | De echo van de bazuin                      |                                           | 1974 |                          |
| Felix Thijssen    | De poorten van het paradijs                |                                           | 1974 |                          |
| 1975              |                                            |                                           |      |                          |
| Brian Aldiss      | Fontein Science Fiction                    | Penguin Science Fiction                   | 1961 | Door Aldiss samengesteld |
| Brian Aldiss      | Fontein Science Fiction 2                  | More Penguin Science Fiction              | 1963 | Door Aldiss samengesteld |
| Max Ehrlich       | Het edict                                  | The Edict                                 | 1972 |                          |
| Hans Kemming      | De planeet van de zingende slangen         |                                           | 1975 |                          |
| Theodore Sturgeon | De werelden van Theodore Sturgeon          | The Worlds of Theodore Sturgeon           | 1972 |                          |
| Felix Thijssen    | De mistral                                 |                                           | 1975 |                          |
| Jaap Verduyn      | Het pentagram in de toren                  |                                           | 1975 |                          |
| 1976              |                                            |                                           |      |                          |
| Brian Aldiss      | De tolk                                    | The Interpreter                           | 1960 |                          |
| Hans Kemming      | Opstand van de vogelmensen                 |                                           | 1976 |                          |
| Cor Snijders      | Een god van 37° celsius                    |                                           | 1976 |                          |
| Felix Thijssen    | Emmarg                                     |                                           | 1976 |                          |
| John Wyndham      | De minnaar van Mars                        | Planet Plane                              | 1935 |                          |
| 1977              |                                            |                                           |      |                          |
| Max Ehrlich       | De reïncarnatie van Peter Proud            | The Reincarnation of Peter Proud          | 1974 |                          |
| Rudi Fuchs        | De hondenplaneet                           | Der Hundeplanet                           | 1975 |                          |
| Felix Thijssen    | Siro's eiland                              |                                           | 1977 |                          |
| Felix Thijssen    | Siro's planeet                             |                                           | 1977 |                          |
| John Wyndham      | Het anti-G                                 | Trouble with Lichen                       | 1960 |                          |
| 1978              |                                            |                                           |      |                          |
| Brian Aldiss      | Fontein Science Fiction 3                  | Yet More Penguin Science Fiction          | 1964 | Door Aldiss samengesteld |
| 1979              |                                            |                                           |      |                          |
| Felix Thijssen    | Het wolkschip                              |                                           | 1979 |                          |
| Felix Thijssen    | De laatste schotel                         |                                           | 1979 |                          |
| Felix Thijssen    | Pion                                       |                                           | 1979 |                          |
| 1980              |                                            |                                           |      |                          |
| Douglas Adams     | Het Transgalactisch liftershandboek        | The Hitch Hiker's Guide to the Galaxy     | 1979 |                          |
| 1981              |                                            |                                           |      |                          |
| Douglas Adams     | Het restaurant aan het eind van het heelal | The restaurant at the End of the Universe | 1980 |                          |
| Felix Thijssen    | Eindspel                                   |                                           | 1981 |                          |
| 1983              |                                            |                                           |      |                          |
| Douglas Adams     | Het leven, het heelal en de rest           | Life, the Universe, and Everything        | 1982 |                          |
| 1985              |                                            |                                           |      |                          |
| Felix Thijssen    | Doodsvogel                                 |                                           | 1985 |                          |
| 1986              |                                            |                                           |      |                          |
| Douglas Adams     | Tot ziens en bedankt voor de vis           | So Long and Thanks for All the Fish       | 1984 |                          |
| 1988              |                                            |                                           |      |                          |
| Douglas Adams     | Dirk Gently's holistisch detectivebureau   | Dirk Gently's Holistic Detective Agency   | 1987 |                          |
| 1989              |                                            |                                           |      |                          |
| Douglas Adams     | De lange donkere theetijd van de ziel      | The Long, Dark Tea-Time of the Soul       | 1989 |                          |
| 1993              |                                            |                                           |      |                          |
| Douglas Adams     | Grotendeels ongevaarlijk                   | Mostly Harmless                           | 1992 |                          |